# Usina Hidrelétrica Estreito (Maranhão)
A Usina Hidrelétrica Estreito fica localizada na cidade de Estreito, no Maranhão, aproveitando o potencial hidroenergético do rio Tocantins, a 766 km de São Luís.
A usina é capaz de gerar até 1.087 MW de potência, suficiente para atender a demanda de uma cidade com 4 milhões de habitantes, embora a energia média gerada seja de 641,1 MW. 
A obra foi iniciada em 2007 e inaugurada em 17 de outubro de 2012, a um custo de 5 bilhões de reais.

## Histórico
O Plano Decenal de Expansão da oferta de energia elétrica (2000/2009), elaborado pelo Grupo Coordenador do Planejamento dos Sistemas Elétricos (GCPS – Eletrobrás), relaciona a UHE Estreito como um empreendimento de geração de energia elétrica necessário para atender ao aumento da demanda nacional.
Em janeiro de 2001, Eletronorte e Themag realizam estudo de revisão das características técnicas da UHE Estreito, definindo localização, quedas e arranjos gerais do empreendimento.
Em julho de 2002, as empresas Suez Energy South America Participações Ltda., BHP Billiton Metais, Vale, Alcoa Alumínio S.A. e Camargo Corrêa Energia vencem o leilão promovido pela Agência Nacional de Energia Elétrica - ANEEL para a implantação da Usina Hidrelétrica Estreito – UHE Estreito.
Realização de audiências públicas nas cidades de Carolina e Estreito, no Maranhão, e Babaçulândia, Filadélfia e Aguiarnópolis, no Tocantins. As audiências tiveram uma média de participação superior a 300 pessoas.
É iniciado o Programa de Comunicação Social junto às comunidades da área de abrangência da UHE Estreito. As ações incluem a criação de Centros de Informação, a divulgação de ações em rádios e TVs regionais, a distribuição de material impresso sobre o empreendimento e a realização de reuniões com a comunidade e suas associações organizadas.
Em abril de 2005, o IBAMA emite a Licença Ambiental Prévia atestando a viabilidade técnica e ambiental da UHE Estreito. Em dezembro de 2006,o IBAMA emite a Licença de Instalação, autorizando o início da construção da UHE Estreito.
Em fevereiro de 2007, é assinado o Contrato de Fornecimento de Equipamentos e iniciada a implantação do Canteiro de Obras da UHE Estreito.
Em novembro de 2010, IBAMA emite a Licença de operação, autorizando o início do enchimento do reservatório da UHE Estreito. O então presidente da República do Brasil, Luiz Inácio Lula da Silva, aciona o fechamento da primeira comporta do vertedouro, simbolizando o início do enchimento do reservatório.
Em 17 de outubro de 2012, ocorre a inauguração da UHE Estreito. A presidenta da República, Dilma Rousseff, aciona simbolicamente a oitava unidade geradora. Assim, a UHE Estreito passa a oferecer ao Brasil, em sua capacidade total, 1.087 MW de energia limpa e renovável.
Em novembro de 2012, a SEMA - MA emite a Renovação da Licença de Operação da Linha de Transmissão, LT 500 kV SE – ESTREITO / SE IMPERATRIZ, com extensão de 140,4 km e 1 (uma) Subestação de Energia de 500 kV, na área da Usina Hidrelétrica de Estreito.

## Proprietários
A usina é operada pelo Consórcio Estreito Energia (CESTE), formado pelas empresas Engie (40,07%), Vale (30%), Alcoa (25,49%) e InterCement (4,44%).

## Características

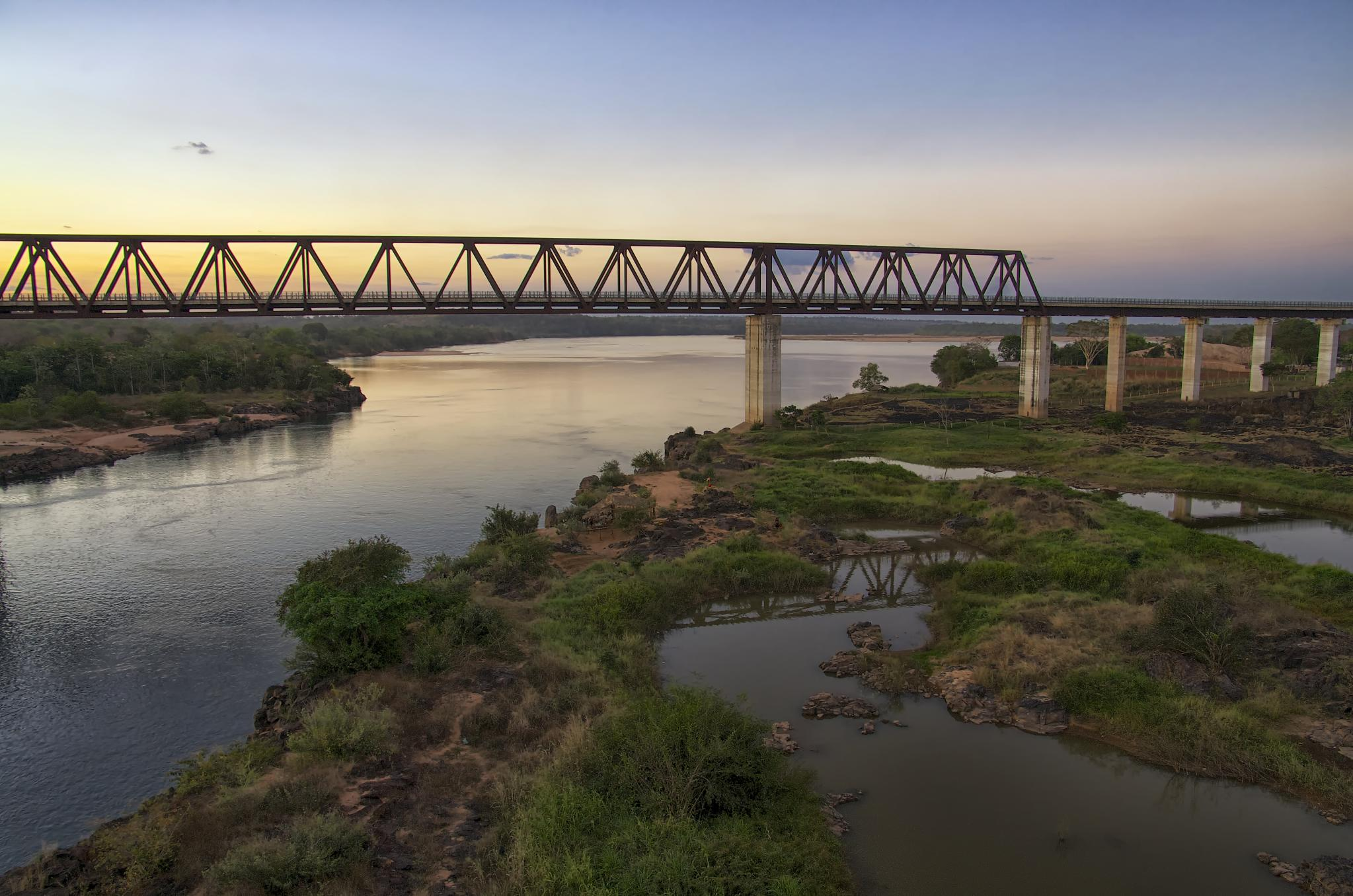
Ferrovia Norte-Sul na região da Usina Hidrelétrica Estreito

A área do reservatório é de 555 quilômetros quadrados, com uma queda nominal de 18,94 metros. envolvendo parte de 12 municípios nos Estados do Maranhão e Tocantins. Seu reservatório poderá acumular um volume de água de até 5,4 bilhões de metros cúbicos 
Os municípios interferidos são: Estreito e Carolina (MA), Aguiarnópolis, Babaçulândia, Barra do Ouro, Darcinópolis, Filadélfia, Goiatins, Itapiratins, Palmeirante, Palmeiras do Tocantins, Tupiratins (TO). 
Na margem direita, em Estreito, no Maranhão, a geração possui oito turbinas. Na esquerda, em Aguiarnópolis e Palmeiras, no Tocantins, foi construído ao mesmo tempo o vertedouro com 14 comportas. A energia gerada em Estreito é levada para Imperatriz, no Maranhão, por uma linha de transmissão, de onde é distribuída para outras regiões do País
A Barragem conta com:
- Tipo de estrutura / Material: Terra / Enrocamento
- Comprimento total da crista: 534,13 m
- Altura máxima: 57 m
- Comprimento da barragem (sem vertedouro e casa de força): 480 m
- Elevação da crista da barragem: 159,0 m